# سلمان الفرج
سلمان محمد الفرج (مواليد 1 أغسطس 1989)، هو لاعب كرة قدم سعودي. يلعب في مركز خط الوسط ويُعد قائد المنتخب السعودي ونادي نيوم حاليًا.

## مسيرته الكروية

### الهلال
شارك في دورة رمضانية بنادي الهلال وشاهده الأمير محمد بن فيصل أثناء مشاركته في ملعب السداسيات ودعاه بعد المباراة وتحدث إليه وأوصى بتسجيله في الفئات السنية بالنادي بعد حضور إداري شباب الهلال الأستاذ خالد الحبيش وبعد تجربته مع مدرب الفريق سجل رسمياً بالنادي.

## مسيرته الدولية
كانت مباراة سلمان الأولى مع منتخب بلاده ضد الكونغو في مباراة ودية دولية في الأحساء، السعودية في 14 أكتوبر 2012. انتهت المباراة بفوز السعودية 3–2.

### كأس العالم 2018
في يونيو عام 2018، تم اختيار الفرج وضمه إلى التشكيلة النهائية للمنتخب السعودي للمُشاركة بمونديال كأس العالم 2018 في روسيا. في 25 يونيو، سجل سلمان هدف التعادل وأول هدف له في كأس العالم من ركلة جزاء في مباراة الفوز 2–1 على مصر في مباراتهم الأخيرة في مرحلة المجموعات من البطولة.

### استبعاده من كأس آسيا 2019
استبعد سلمان الفرج من قائمة تشكيلة المنتخب السعودي المشاركة لبطولة كأس آسيا 2019، والتي تستضيفها دولة الإمارات العربية المتحدة بسبب الإصابة.

### كأس العالم 2022
تم اختيار سلمان الفرج في تشكيلة مونديال كأس العالم 2022 والمقام في دولة قطر بعد عودته من الإصابة. في أولى مباريات منتخب بلاده في دور المجموعات والذي واجه في منتخب الأرجنتين، أصيب سلمان في الشوط الأول من المباراة، وأُعلن بعد ذلك رسميًا عدم قدرته على إكمال اللعب في بطولة كأس العالم.

## الإحصائيات
- سجل سلمان الفرج هدف ضد الشعلة بالثانية (15) ويعتبر هذا الهدف خامس اسرع هدف بالدوري السعودي للمحترفين 

### المنتخب
اعتبارًا من 17 أكتوبر 2023.
| السعودية | السعودية | السعودية |
| العام    | الظهور   | الأهداف  |
| -------- | -------- | -------- |
| 2012     | 2        | 0        |
| 2013     | 2        | 0        |
| 2014     | 7        | 0        |
| 2015     | 9        | 1        |
| 2016     | 8        | 0        |
| 2017     | 8        | 1        |
| 2018     | 11       | 2        |
| 2019     | 7        | 2        |
| 2020     | 0        | 0        |
| 2021     | 9        | 2        |
| 2022     | 6        | 0        |
| 2023     | 2        | 1        |
| المجموع  | 73       | 9        |

### الأهداف الدولية
قائمة الأهداف والنتائج مع منتخب السعودية الأول.
| #  | التاريخ        | المكان                                       | الخصم         | الهدف | النتيجة | المنافسة               |
| -- | -------------- | -------------------------------------------- | ------------- | ----- | ------- | ---------------------- |
| 1. | 3 سبتمبر 2015  | ملعب الجوهرة المشعة، جدة، السعودية           | تيمور الشرقية | 4–0   | 7–0     | تصفيات كأس العالم 2018 |
| 2. | 7 أكتوبر 2017  | مدينة الملك عبد الله الرياضية، جدة، السعودية | جامايكا       | 3–1   | 5–2     | ودية                   |
| 3. | 9 مايو 2018    | ملعب رامون دي كارنازا، قادس، إسبانيا         | الجزائر       | 1–0   | 2–0     | ودية                   |
| 4. | 25 يونيو 2018  | فولجوجراد أرينا، فولغوغراد، روسيا            | مصر           | 1–1   | 2–1     | كأس العالم 2018        |
| 5. | 14 نوفمبر 2019 | ملعب باختاكور المركزي، طشقند، أوزبكستان      | أوزبكستان     | 1–1   | 3–2     | تصفيات كأس العالم 2022 |
| 6. | 14 نوفمبر 2019 | ملعب باختاكور المركزي، طشقند، أوزبكستان      | أوزبكستان     | 2–2   | 3–2     | تصفيات كأس العالم 2022 |
| 7. | 15 يونيو 2021  | ملعب جامعة الملك سعود، الرياض، السعودية      | أوزبكستان     | 1–0   | 3–0     | تصفيات كأس العالم 2022 |
| 8. | 15 يونيو 2021  | ملعب جامعة الملك سعود، الرياض، السعودية      | أوزبكستان     | 2–0   | 3–0     | تصفيات كأس العالم 2022 |

## الإنجازات

### النادي
الهلال
- دوري أبطال آسيا (2): 2019، 2021
- دوري المحترفين السعودي (8): 2009–10، 2010–11، 2016–17، 2017–18، 2019–20، 2020–21، 2021–22، 2023-24.[12]
- كأس خادم الحرمين الشريفين (4): 2015، 2017، 2020، 2023
- كأس السوبر السعودي (3): 2015، 2018، 2021
- كأس ولي العهد السعودي (6): 2009، 2010، 2011، 2012، 2013، 2016

### المنتخب السعودي
- التأهل لكأس العالم 2018 في روسيا.[13]
- التأهل لكأس العالم 2022 في قطر.
- قائد المنتخب السعودي في كأس العالم 2022 في قطر.[14]

## وصلات خارجية
- سلمان الفرج الدوسري على موقع الاتحاد الدولي (مؤرشف)  (الإنجليزية)
- سلمان الفرج الدوسري على موقع إي إس بي إن إف سي (الإنجليزية)
- سلمان الفرج الدوسري على موقع قاعدة بيانات كرة القدم.إي يو (الإنجليزية)
- سلمان الفرج الدوسري على موقع ليكيب (الفرنسية)
- سلمان الفرج الدوسري على موقع ناشيونال فوتبول تيمز (الإنجليزية)
- سلمان الفرج الدوسري على موقع Soccerway.com (الإنجليزية)
- سلمان الفرج الدوسري على موقع عالم كرة القدم.نت (الإنجليزية)
- سلمان الفرج الدوسري على موقع كووورة
- سلمان الفرج الدوسري على موقع أوليمبيديا (الإنجليزية)